# Meade Nunatak
Il Meade Nunatak è un nunatak, cioè un picco roccioso, alto 990 m e situato 3 miglia nautiche (6 km) a nord della Blanchard Hill, nella Catena di Shackleton, nella Terra di Coats in Antartide.
Nel 1967 fu effettuata una ricognizione aerofotografica da parte degli aerei della U.S. Navy. Un'ispezione al suolo fu condotta dalla British Antarctic Survey (BAS) nel periodo 1968-71.
L'attuale denominazione fu assegnata nel 1971 dal Comitato britannico per i toponimi antartici (UK-APC), in onore dell'alpinista britannico Charles Francis Meade, ideatore dell'omonima tenda Meade.